# Имнаишвили, Ангелина Георгиевна
Ангелина Георгиевна Имнаишвили (1920 год, Озургетский уезд, Грузинская демократическая республика — неизвестно, Аджарская АССР, Грузинская ССР) — звеньевая колхоза имени Чарквиани Ланчхутского района, Грузинская ССР. Герой Социалистического Труда (1951).

## Биография
Родилась в 1920 году в крестьянской семье в одном из сельских населённых пунктов Озургетского уезда. С конца 1930-х годов трудилась в колхозе имени Чарквиани Ланчхутского района. В послевоенное время возглавляла звено шелкопрядов в этом же колхозе.
В 1950 году звено Ангелины Имнаишвили получило 457,2 килограмм коконов тутового шелкопряда весенних выкормок при урожайности 120,3 килограмма с каждой коробки грены. Указом Президиума Верховного Совета СССР от 1 ноября 1951 года удостоена звания Героя Социалистического Труда за «получение в 1950 году высоких урожаев коконов тутового шелкопряда» с вручением ордена Ленина и золотой медали «Серп и Молот» (№ 6430).
Этим же Указом званием Героя Социалистического Труда была награждена труженица колхоза имени Чарквиани звеньевая Мария Семёновна Орагвелидзе.
В последующем переехала в Аджарскую АССР. С 1970 года — персональный пенсионер союзного значения. Дата смерти не установлена.